# Nobusuke Kishi
Nobusuke Kishi (岸 信介, Kishi Nobusuke) (13 de novembre de 1896 - 7 d'agost de 1987) va ser un buròcrata i polític japonès que va exercir com a Primer Ministre del Japó des de 1957 fins a 1960. És recordat per la seva gestió econòmica explotadora de l'estat titella japonès de Manchukuo a la Xina als anys trenta, l'empresonament com a presumpte criminal de guerra després de la protesta massiva de la Segona Guerra Mundial i una provocació retrospectiva com a primer ministre. rebent el sobrenom de "Monstre de l'era Shōwa" (昭和の妖怪; Shōwa no yōkai). Kishi va ser el fundador de la dinastia Satō-Kishi-Abe en la política japonesa, amb el seu germà petit Eisaku Satō i el seu net Shinzō Abe, tots dos servint després com a primers ministres del Japó.